# Девятая жизнь Луи Дракса
«Девятая жизнь Луи Дракса» (англ. The 9th Life of Louis Drax) — драматический триллер 2016 года режиссёра Александра Ажа. Съёмки проходили в Ванкувере, Канада. Премьера в США состоялась 2 сентября 2016 года.
Фильм является экранизацией одноименного романа британской писательницы и журналистки Лиз Дженсен. Над первой версией сценария работал Энтони Мингелла, но не успел его закончить, скончавшись в 2008 году. Позже эту работу завершил его сын Макс.

## Сюжет
После пикника по случаю своего девятого дня рождения Луи Дракс, которого всю его недолгую жизнь преследует череда травм и неудач, падает с обрыва в воду. Мальчика удаётся спасти, но он впадает в кому. Специалист по детским комам, доктор Аллан Паскаль пытается разобраться в причинах этого происшествия. 

## В ролях
| Актёр           | Роль                      |
| --------------- | ------------------------- |
| Джейми Дорнан   | доктор Аллан Паскаль      |
| Эйден Лонгворт  | Луи Дракс                 |
| Сара Гадон      | Натали Дракс мать Луи     |
| Аарон Пол       | Питер Дракс отчим Луи     |
| Оливер Платт    | доктор Перез              |
| Молли Паркер    | Далтон                    |
| Джейн Макгрегор | Софи                      |
| Барбара Херши   | Вайолет Дракс бабушка Луи |

## Отзывы
Фильм получил сдержанные и отрицательные отзывы кинокритиков. На сайте Rotten Tomatoes у фильма 41 % положительных рецензий из 56. На Metacritic — 41 балл из 100 на основе 20 рецензий.